# طوفان نوح

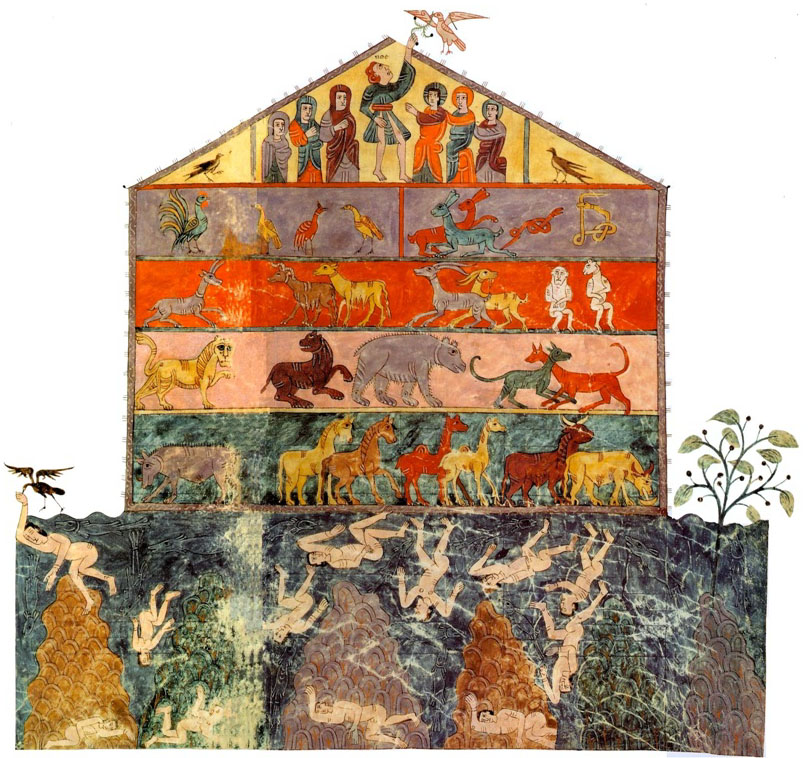
کشتی نوع - خیرونا بیتوس

طوفان نوح شامل سفر پیدایش ۸-۶ است. حماسهٔ آترا-هاسیس داستان طوفان را در بافتاری مطرح می‌کند که قابل مقایسه با سفر پیدایش است: تاریخ آغازین. داستان طوفان در سفر پیدایش بیشتر از آنکه دربارهٔ مجازات باشد، وسیله‌ای برای رهایی از جهانی آلوده و شروعی دوباره است. به اسرائیل هشدار داده شد که با غرامتِ قتل موافقت نکند، ... چرا که دست زدن به چنین کاری سرزمین را ناپاک خواهد کرد. تصنیف‌گر این بخش از سفر پیدایش (باب ۱ تا ۹)، کیهان‌شناسی و تاریخ آغازین انسان را بازتعریف کرده است. او چارچوبی حداقل به قدمت آترا-هاسیس (تاریخ آغازین آفرینش-مشکل-طوفان-راه حل) را به کار گرفته و داستان را دوباره تعریف کرده است تا ایده‌آل‌های کتاب مقدس در مورد قانون و «قداست زندگی انسان» و نیز پیش‌نیاز بودن آنان برای زندگی بشر بر روی زمین را روشن کرده باشد.

## طوفان و روایت آفرینش
به نظر می‌آید باب نهم در سفر پیدایش آگاهانه آترا-هاسیس را رد می‌کند. نخستین سخنان خدا با انسان، تکرار سفر پیدایش ۱:۲۸ است که امر به باروری، تکثیر و پر کردن زمین می‌کند. قرار نیست این امر پس گرفته شود، زیرا مشکل انسان در جای دیگری قرار دارد: در گرایش او به بدی (پیدایش ۸:۲۱). از جنبهٔ ژانر، حماسه گیلگمش و سفر پیدایش باب ۱ تا ۱۱ زمانی بهتر درک می‌شوند که ارتباط آنها با یک فرم ادبی باستانی بررسی شود: داستان حماسی زمان آغازین، از خلقت انسان‌ها تا طوفان. هر دو (حماسه گیلگمش و سفر پیدایش باب ۱ تا ۱۱) هم بسیار مدیون این سنت هستند و هم فاصله خود را با صورت کلاسیک آن حفظ می‌کنند. روایت آفرینش-طوفان، یک ژانر اصلی و بسیار بادوام بود؛ نمونه‌های آن هم در سومری و هم در اکدی دیده می‌شود. ممکن است تمرکز یکی از این حماسه‌ها بر طوفان باشد (حماسه آترا-هاسیس اکدی و داستان طوفان سومری) و یا تنها به تاریخ آغازین تا آفرینش انسان پرداخته شود (انوما الیش).
در حماسه‌های آفرینش-طوفان، چهار عنصر بنیادی وجود دارد: آفرینش جهان، آفرینش انسان‌ها، تحول ناگهانی طوفان و استقرار نظم بشری پس از طوفان. نماد این نظم در آترا-هاسیس، برقراری دوبارهٔ مناسک و در انوما الیش ساختن معبد برای مردوک در بابل است. هر چهار عنصر در سفر پیدایش ۱ تا ۱۱ نیز دیده می‌شوند، گرچه تغییرات موضوعی عمده‌ای کرده‌اند. سفر پیدایش ۱ تا ۱۱ به دور از این پارادایم باستانی پیش می‌رود؛ حماسه گیلگمش به سمت آن پیشرفت می‌کند. حماسه در این روند، تاکید منحصر بر مساله مرگ را کنار می‌گذارد و تفکر گسترده‌تری بر محدودیت‌های فرهنگ می‌شود. به شکلی مشابه، پیدایش ۱ تا ۱۱ از مساله فناپذیری به سمت درون‌مایهٔ دانش می‌رود.

## اسطوره‌شناسی تطبیقی

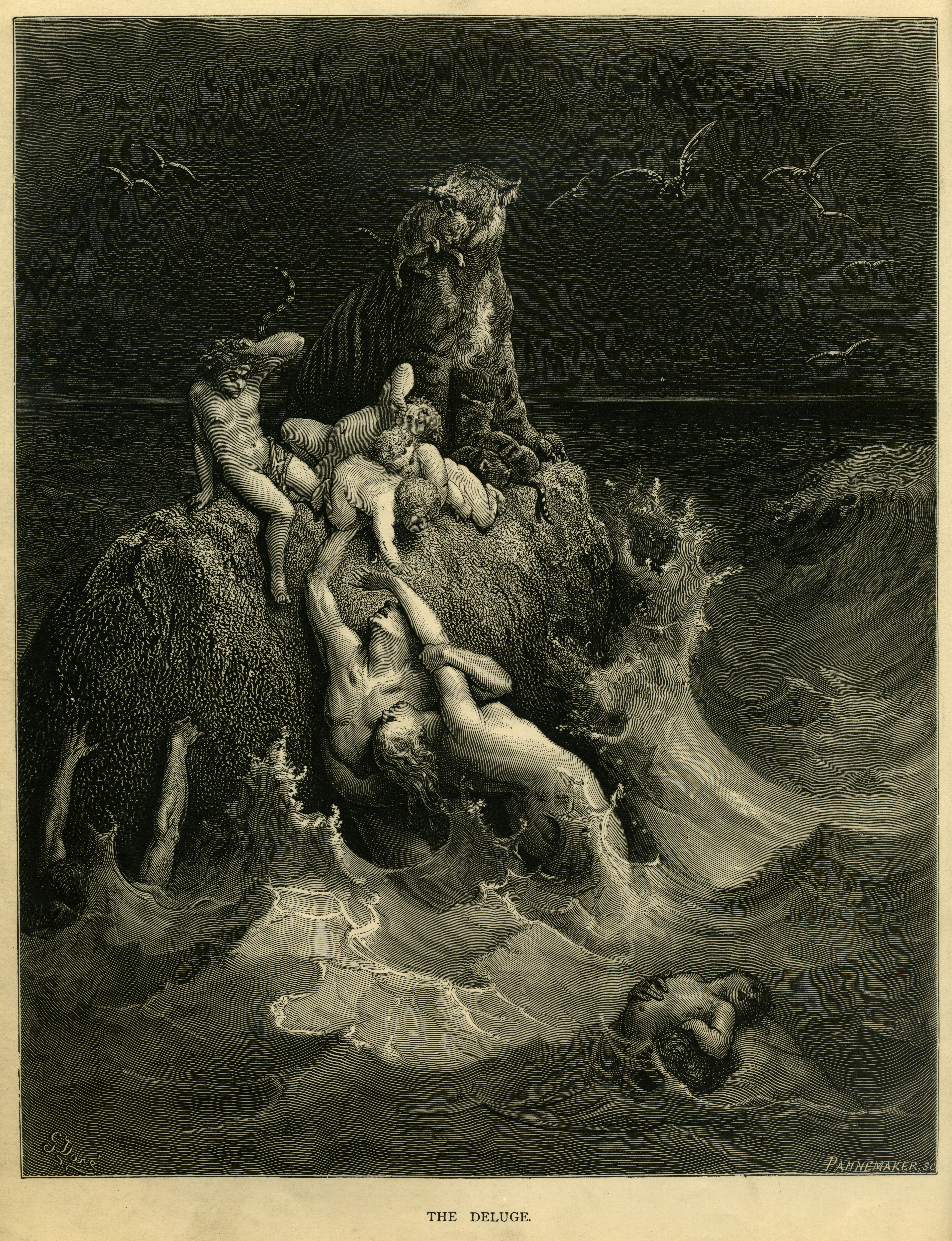
"طوفان نوح"، پیش‌نگاره‌ای برای نسخه مصور کتاب مقدس اثر دورِه. این تصویر که بر اساس داستان کشتی نوح است، انسان‌ها و یک ببر را نشان می‌دهد که نومیدانه تلاش می‌کنند فرزندان و توله‌های خود را از سیل نجات دهند.

روندی که حماسه گیلگمش در مقابل این سنت باستانی در پیش می‌گیرد، در ارزیابی ارتباط سفر پیدایش ۱ تا ۱۱ با گذشتهٔ چندخداپرستانهٔ خود به کار می‌آید و نشانگر جدایی و بازتعریفِ خود است. تشخیص حضور پارادایم آفرینش-طوفان در سفر پیدایش ۱ تا ۱۱ منجر به درک بهتر صورتِ درون‌مایه‌ای آن می‌شود. این حضور، با توجه به تمرکز سنت مسیحی بر باغ عدن کم‌شناخته باقی ماند. مرکزیت داستان طوفان، نتیجهٔ مهمی در درک کلیت پیدایش ۲ تا ۱۱ در بر دارد. تفاوتهای سبکی، ساختاری و درون‌مایه‌ای پیدایش ۱ تا ۱۱ با آترا-هاسیس نتیجهٔ تغییر در روایتِ برخواسته از یکتاپرستی است. به عقیده دامراش، در پیدایش ۲ تا ۱۱، حماسهٔ قدیمی آفرینش-طوفان بازتولید می‌شود تا یک ضدحماسه ایجاد شود. در این ضدحماسه دستاوردهای مردمان گذشته به زیر سؤال می‌رود.
موضوعی که هم در انوما الیش و هم در آترا-هاسیس دیده می‌شود آن است که وظیفه اصلی بشریت و دلیلی که برای آن انسان خلق شده، خدمتکاری خدایان، اجرای آیین‌های قربانی برای آنها است. در آغاز هر دو اسطوره، آفرینش انسان با استقرار پیشین نظم جهانی از طریق نظام دادن به نیروهای آسمانیِ ناسازگار، پیوند داده می‌شود. داستان آدم و حوا پر از بن‌مایه‌هایی است که از داستان طوفان به آن منتقل شده‌اند تا زمینه‌ای بر روی زمین برای مساله بدی فراهم کنند که پیش از آن در انوما الیش و آترا-هاسیس به آن پرداخته شده بود.